# Dewey Decimal Classification
Dewey Decimal Classification (DDC), på svenska Dewey decimalklassifikation (DDK), är ett klassifikationssystem för bibliotek. Med tiden har det blivit det mest spridda i världen. DDK används av Kungliga biblioteket i Sverige och de flesta högskole- och universitetsbibliotek, men merparten av folkbiblioteken använder fortfarande SAB-systemet. Ur systemet har andra system utvecklats, exempelvis Universella decimalklassifikationen (UDK). Systemets upphovsman var amerikanske bibliotekspionjären Melvil Dewey.
DDK är ett generellt klassifikationssystem där alla idag förekommande ämnen och framtida ämnen ska vara möjliga att inplacera i systemet. Det svenska SAB-systemet bygger på samma princip och har även många andra likheter med DDK. Till det yttre skiljer sig DDK från SAB-klassifikationen genom att böckernas signum har sifferform medan SAB:s signa består av bokstäver. I SAB-systemet är antalet huvudklasser fler.

## Klassning

Illustration Dewey DDC huvudklass 000. Fler illustrationer finns på Wikimedia Commons.

Systemet indelar världens alla ämnen i tio huvudklasser:
| Klass | Rubrik                                     |
| ----- | ------------------------------------------ |
| 000   | Datavetenskap, information & allmänna verk |
| 100   | Filosofi & psykologi                       |
| 200   | Religion                                   |
| 300   | Samhällsvetenskaper                        |
| 400   | Språk                                      |
| 500   | Naturvetenskap                             |
| 600   | Teknik                                     |
| 700   | Konstarterna & fritid                      |
| 800   | Litteratur                                 |
| 900   | Historia & geografi                        |

Varje huvudklass delas därefter in i upp till tio avdelningar och dessa delas i sin tur in upp till tio sektioner. Beroende på sammanhang bör DDK-koderna tolkas olika, ta till exempel koden 100:
- 100 – Filosofi & psykologi (som huvudklass, läs koden i hundratal)
  - 100 – Filosofi (som avdelning, läs koden i tiotal)
    - 100 – Filosofi, parapsykologi och ockultism, psykologi (som sektion, läs koden i ental)

Dessa tresiffriga koder kan delas in vidare, bland annat med hjälptabeller. Med hjälp av dessa kan även generell form, plats och tid med flera aspekter komma till uttryck i klassifikationen. Ämnena ordnas principiellt hierarkiskt, men det finns undantag: Sverige har 948.5, men Götaland har 948.6, Svealand har 948.7 och Norrland har 948.8.
DDK syftar inte till vetenskaplig klassifikation utan är avsett som ett verktyg för praktisk innehållsbestämning av texter. Ämnen i DDK klassificeras efter disciplin, t.ex. Djurhållning. Verk om djurhållning samlas och det går lätt att skaffa sig överblick inom delar av djurhållning. Ämnen kan däremot spridas eftersom ett ämne kan behandlas inom olika discipliner.
Ta till exempel texter om hästar som kan falla under helt olika huvudklasser i Deweysystemet:
- Hästens anatomi kan klassificeras under 590 ”Djur (zoologi)”
- Hästen som boskapsdjur/tamdjur under 636.1 ”Hästar”
- Hästar som motiv i bildkonsten under 750 ”Målarkonst och målningar”
- Fälttävlan under 798 ”Hästsport och djurkapplöpning”

Eftersom många verk handlar om ett ämne ur olika aspekter skulle det kunna placeras under flera discipliner. I DDK finns det därför tvärvetenskapliga nummer, där verk som behandlar ämnet under olika aspekter placeras. Det tvärvetenskapliga numret för hästar är 636.1. under disciplinen Djurhållning (boskapsdjur).
DDK sprider ut samtidigt som det samlar texter om samma ämne. Det gör även andra klassifikationssystem som SAB. Folkbibliotek har därför försökt samla vissa ämnen för att underlätta för användarna. Från mitten av 1980-talet blev det allt vanligare att använda sig av s.k. utbrytning. Med detta menas att man låter upprätta kategorier ("Häst", "Hus & hem" "Hobby" etc.) under vilka material från flera olika hundragrupper samlas.

## Ägande och förvaltning
Den amerikanska bibliotekscentralen OCLC med huvudkontor i Dublin, Ohio köpte 1988 förlaget Forest Press, och fick då på köpet varumärkesrätten till och de upphovsrätter som förknippas med Dewey-systemet. OCLC förvaltar klassifikationssystemet och publicerar nya versioner.
Kungliga biblioteket har inrättat en svensk deweyredaktion som ansvarar för uppdatering av svenska WebDewey.

## Användning av systemet i Sverige
Kungliga biblioteket beslutade i november 2008 att efter 87 år övergå från SAB till DDK. Beslut togs om att skapa en Svensk webDewey som skulle vara en blandad översättning med både svenska och engelska. Deweyprojektet pågick under 2009-2011. Från 2011 klassificeras den svenska nationalbibliografin, det vill säga den svenska utgivningen, med DDK. Många forskningsbibliotek har också bytt till DDK. Svensk Biblioteksförening tog i december 2008 ett liknande beslut att rekommendera folkbiblioteken att byta från SAB till DDK, men hittills (juni 2016) har bara 1% av Sveriges folkbibliotek gått över till DDK och 87% har inga planer på att använda DDK.

## Populärkulturella referenser till Dewey decimalklassifikation
- Spionen som kom in från kylan. Richard Burton som ex-spionen Alec Leamas arbetar med bokuppställning enligt Deweysystemet
- UHF (The Vidiot from UHF). Gestalten Conan the Librarian säger "Don't you know the Dewey Decimal System?"
- Vänner, TOW Ross's Library Book. Chandler föreslår att ljudet av kopulation från Ross hyllplats kommer sig av intensiva studier av the Dewey Decimal System.
- Seinfeld, The Library (avsnitt 22). Kramer hävdar att Dewey Decimal System är ett bedrägeri som Dewey tjänat sig en rejäl hacka på.
- Doctor Who, The Doctor's Daughter (säsong 4, avsnitt 6). Rollfiguren Donna Noble berättar om hur hon lärde sig bemästra hela Dewey Decimalklassifikationssystem på bara två dagar när hon arbetade som vikarie på Hounslow bibliotek.
- Mary börjar arbeta som biblioteksassistent och lär sig DDK i filmen Party girl [5]
- Phaedrus, i boken Lila av Robert Pirsig, (part one, kapitel 1) som har sina tankar organiserade i ett kortsystem, nämner DDC som helt nödvändigt för att ett bibliotek ska undvika att bli oanvändbart och dö, baserat på att ”random access”, i motsats till ett stängt stelt sekventiellt system, är förutsättningen för organisk tillväxt och förändring.

- YouTube har många instruktionsfilmer [6]
- YouTube har även många filmer med The Dewey Rap [7]
- Dewey Readmore Books, bibliotekskatten från Spencer,  Iowa, USA.